# Comuna Volîțea, Sokal
Volîțea (în ucraineană Волиця) este o comună în raionul Sokal, regiunea Liov, Ucraina, formată din satele Komariv și Volîțea (reședința).

## Demografie
Componența lingvistică a comunei Volîțea
     Ucraineană (99,77%)
     Alte limbi (0,23%)
Conform recensământului din 2001, majoritatea populației comunei Volîțea era vorbitoare de ucraineană (99,77%), existând în minoritate și vorbitori de alte limbi.